# Kanton Brie-Comte-Robert
Der Kanton Brie-Comte-Robert war ein bis 2015 bestehender französischer Wahlkreis im Arrondissement Melun, im Département Seine-et-Marne und in der Region Île-de-France; sein Hauptort war Brie-Comte-Robert. Vertreter im Generalrat des Départements war ab 2001 André Aubert (PS).
Der Kanton Brie-Comte-Robert war 145,04 km² groß und hatte im Jahr 1999 37.160 Einwohner.

## Gemeinden
Der Kanton bestand aus zwölf Gemeinden:
| Gemeinde             | Einwohner Jahr | Fläche km² | Bevölkerungsdichte | Code INSEE | Postleitzahl |
| -------------------- | -------------- | ---------- | ------------------ | ---------- | ------------ |
| Brie-Comte-Robert    | 16.529 (2013)  | 19,93      | 829 Einw./km²      | 77053      | 77170        |
| Chevry-Cossigny      | 3.964 (2013)   | 16,75      | 237 Einw./km²      | 77114      | 77173        |
| Coubert              | 2.079 (2013)   | 8,35       | 249 Einw./km²      | 77127      | 77170        |
| Évry-Grégy-sur-Yerre | 2.588 (2013)   | 19,12      | 135 Einw./km²      | 77175      | 77166        |
| Férolles-Attilly     | 1.158 (2013)   | 12,76      | 91 Einw./km²       | 77180      | 77150        |
| Grisy-Suisnes        | 2.381 (2013)   | 18,34      | 130 Einw./km²      | 77217      | 77166        |
| Lésigny              | 7.421 (2013)   | 10,03      | 740 Einw./km²      | 77249      | 77150        |
| Limoges-Fourches     | 454 (2013)     | 7,96       | 57 Einw./km²       | 77252      | 77550        |
| Lissy                | 199 (2013)     | 6,85       | 29 Einw./km²       | 77253      | 77550        |
| Servon               | 3.138 (2013)   | 7,4        | 424 Einw./km²      | 77450      | 77170        |
| Soignolles-en-Brie   | 2.055 (2013)   | 10,77      | 191 Einw./km²      | 77455      | 77111        |
| Solers               | 1.261 (2013)   | 6,28       | 201 Einw./km²      | 77457      | 77111        |

## Geschichte
Der Kanton wurde im Zuge der Schaffung des Kantons Combs-la-Ville um die Gemeinden Combs-la-Ville, Lieusaint, Moissy-Cramayel und Réau verkleinert.